# Banou
Banou är en ort i Burkina Faso.   Den ligger i regionen Boucle du Mouhoun, i den västra delen av landet, 200 kilometer väster om huvudstaden Ouagadougou. Banou ligger 300 meter över havet och antalet invånare är 820.
Terrängen runt Banou är platt. Närmaste större samhälle är Wahabou, 18,0 kilometer öster om Banou. 
Omgivningarna runt Banou är en mosaik av jordbruksmark och naturlig växtlighet. Runt Banou är det ganska tätbefolkat, med 52 invånare per kvadratkilometer.